# Alonzo Rodriguez
Pour les articles homonymes, voir Rodriguez.
Alonzo Rodriguez (1578 - 22 avril 1648) était un peintre actif à Messine en Italie. C'était un suiveur de Caravage.

## Biographie
Il étudie les ouvrages de Vénitiens, séjourne à Rome et étudie Raphaël et Michel-Ange.

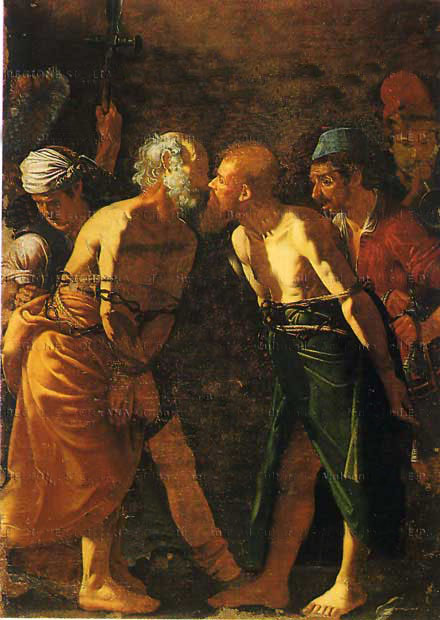
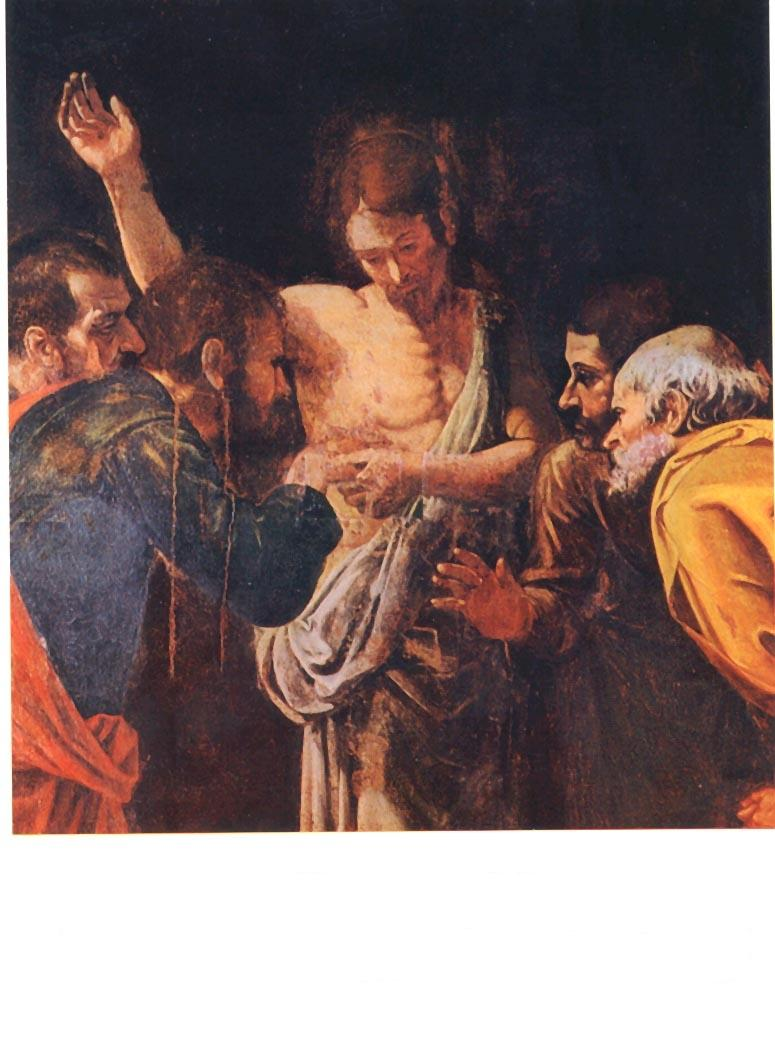
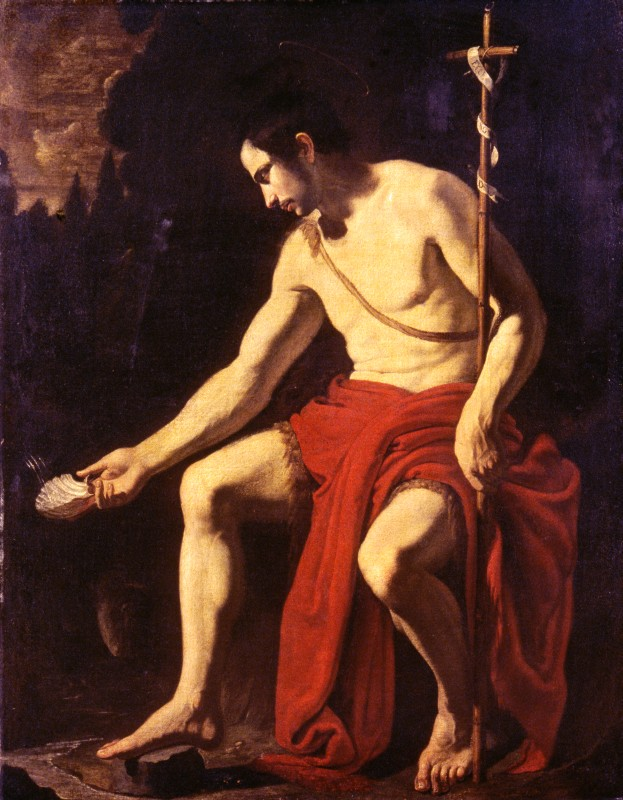